# Juho Vennola

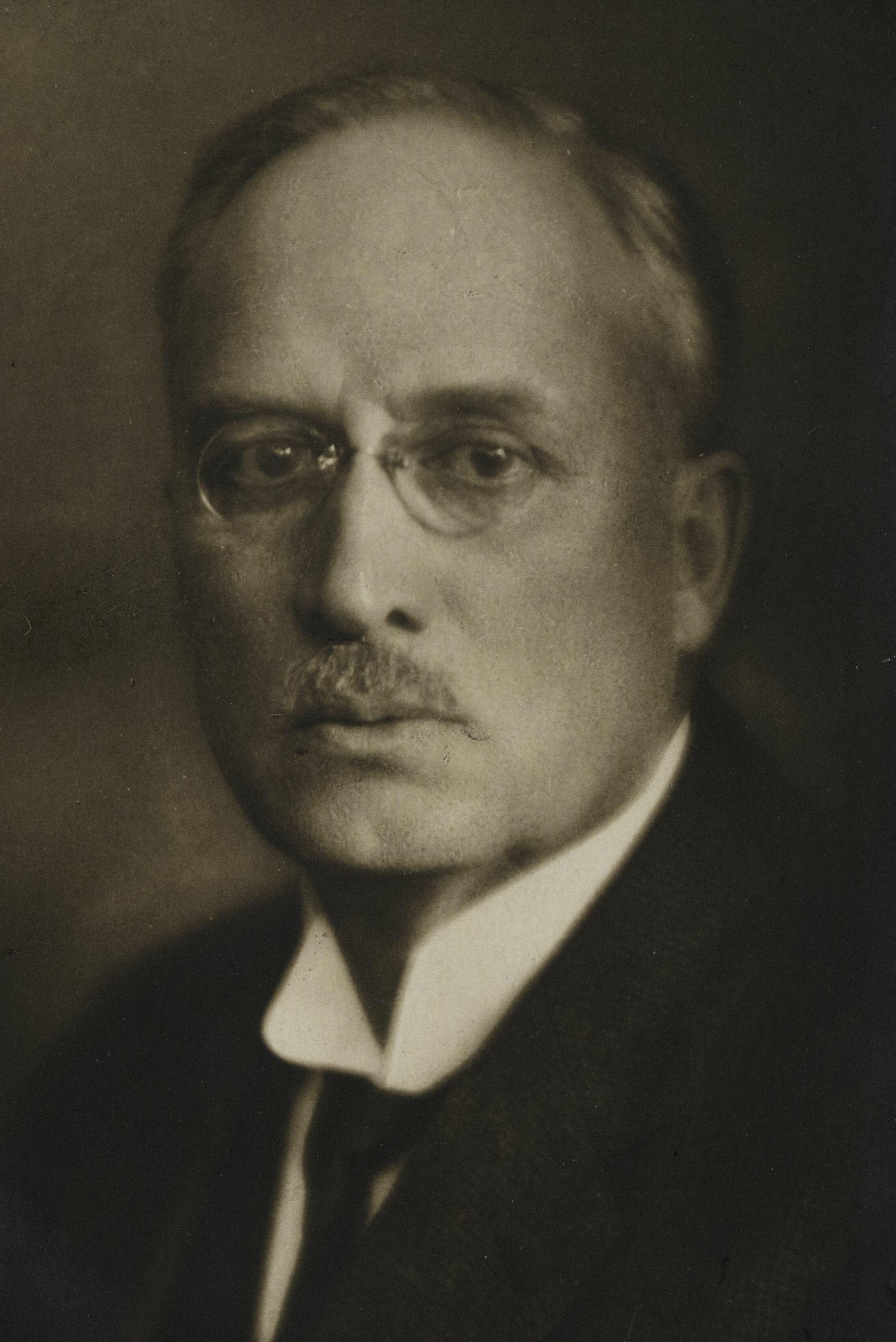
Juho Vennola

Juho Heikki Vennola (* 19. Juni 1872 in Oulu; † 3. Dezember 1938 in Helsinki) war ein finnischer Volkswirtschaftler, Politiker und Ministerpräsident.

## Leben
Vennola, der als Juho Heikki Karhu geboren wurde, absolvierte ein Studium der Volkswirtschaft. Später war er Professor für Volkswirtschaft an der Universität Helsinki.
Nach der Unabhängigkeit war er von 1918 bis 1919 stellvertretender Finanzminister. Er begann seine eigentliche politische Laufbahn mit der Wahl zum Abgeordneten des Reichstages. Dort vertrat er von 1919 bis 1930 die Interessen der Nationalen Fortschrittspartei (KEP). Von April bis August 1919 war er Minister für Handel und Industrie im Kabinett von Kaarlo Castrén.
Am 15. August 1919 wurde er dessen Nachfolger als Ministerpräsident. Seine erste Amtszeit dauerte bis zum 15. März 1920. Von Juni bis Oktober 1920 gehörte er der Delegation bei den Verhandlungen zum Frieden von Dorpat an. Am 15. Oktober 1920 wurde durch den Vertrag von Dorpat durch das bolschewistische Sowjetrussland die Unabhängigkeit Finnlands in den Grenzen des Großfürstentums Finnland anerkannt.
Vom 9. April 1921 bis zum 2. Juni 1922 war er als Nachfolger von Rafael Erich zum zweiten Mal Ministerpräsident. Später war er von November 1922 bis Januar 1924 Außenminister im ersten Kabinett von Kyösti Kallio.
Zuletzt war er von Juli 1930 bis März 1931 Finanzminister und als solcher vom 16. Februar bis zum 21. März 1931 amtierender Ministerpräsident, nachdem der bisherige Amtsinhaber Pehr Evind Svinhufvud zum Präsidenten der Republik Finnland gewählt worden war.